# Fuglse Herred

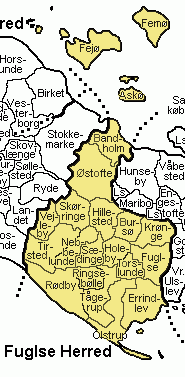
Fuglse Herred

Fuglse Herred was een herred in het voormalige Maribo Amt in Denemarken. Fuglse komt in Kong Valdemars Jordebog voor als  Fughælshæreth. De herred omvat het centrale deel van het eiland Lolland. In 1970 werd het gebied deel van de nieuwe provincie Storstrøm.

## Parochies
Naast de stad Rødby omvatte Fuglse oorspronkelijk 20 parochies.
- Askø
- Bandholm
- Bursø
- Errindlev
- Fejø
- Femø
- Fuglse
- Hillested
- Holeby
- Krønge
- Nebbelunde
- Olstrup
- Ringsebølle
- Rødby
- Rødbyhavn
- Skørringe
- Sædinge
- Tirsted
- Torslunde
- Tågerup
- Vejleby
- Østofte